# 第二次世界大戰非洲戰場
非洲戰場是第二次世界大战中三大戰區之一（其他兩個分別是歐洲戰場和太平洋戰場），是三大戰區中最早結束的，分為北非戰場和東非戰場，東非戰場於第二次世界大戰全面爆發前已展開。